# گل خاک (فیلم)
گل خاک (به هندی: Dhool Ka Phool) فیلمی محصول سال ۱۹۵۹ و به کارگردانی یاش چوپرا است. در این فیلم بازیگرانی همچون مالا سینها، راجندرا کومار، ناندا، آشوک کومار، لیلا چیتنیس ایفای نقش کرده‌اند.